# Ilija Vukićević
Ilija Vukićević, Илија Вукићевић (ur. 3 sierpnia 1866 w Belgradzie, zm. 5 marca 1899 tamże) – serbski pisarz, przedstawiciel realizmu.

## Życiorys
Był synem sędziego Ivana Vukićevicia i Sofii z d. Dimitrijević. W dzieciństwie mieszkał w różnych miastach Serbii, co było związane z pracą jego ojca. Szkołę średnią ukończył w Kragujevacu, a następnie rozpoczął studia na wydziale filozofii Wielkiej Szkoły w Belgradzie. Równolegle podjął studia z zakresu matematyki. Studia ukończył w 1888. Po studiach pracował jako nauczyciel we Vranju. Latem 1890 objął stanowisko inspektora szkół w rejonie Vranje i Toplicy, które kilka lat wcześniej zostały przyłączone do państwa serbskiego. W tym czasie zbierał materiały do kolejnych swoich tekstów. Po śmierci ojca Vikićević powrócił do Belgradu wraz z matką i bratem i tam podjął pracę w gimnazjum. W 1893 został członkiem redakcji czasopisma Delo, które podjęło próbę kulturowej modernizacji Serbii. W 1894 wyjechał na stypendium państwowe do Genewy, gdzie studiował francuską literaturę i język. W tym czasie publikował opowiadania, bajki i utwory satyryczne w czasopismach belgradzkich. Po powrocie objął posadę nauczyciela języka francuskiego w I gimnazjum w Belgradzie. Zmarł z powodu zaburzeń układu nerwowego.
W 1895 poślubił Jovankę Čolak-Antić, miał z nią syna Jovana.

## Twórczość
Zadebiutował 17 maja 1885 na łamach czasopisma Beogradski dnevnik jako autor opowiadania Patak (Kaczka). Utwór nie był podpisany}. Imię i nazwisko autora pojawiło się pod kolejnym opowiadaniem Komšije (Sąsiedzi), które ukazało się w 1887 na łamach czasopisma Stražilovo. Do 1890 opublikował 15 opowiadań. W tekstach portretował życie prowincjonalnej Serbii, inspirował się twórczością Milovana Glišicia i Janko Veselinovicia. W 1890 po raz pierwszy Teatr Narodowy w Belgradzie wystawił na scenie adaptacje jego tekstów.

### Dramaty
- 1904: Последњи идеал
- 1904: Срећа и људи
- Први састанак